# F1 generace
Jako F1 generace se označuje první generace potomků (první Filiální generace), které získáme zkřížením jedinců rodičovské, tedy parentální generace (P generace).
Její odlišnost či podoba s kříženými rodiči nám může leccos napovědět o mezialelových a mezigenových interakcích a vazbách u sledovaných znaků.
Podle prvního Mendelova zákona je F1 generace vzniklá křížením homozygota recesivního a homozygota dominantního uniformní. F2 generace je druhá generace potomků (druhá Filiální generace), které získáme zkřížením jedinců generace F1). V F2 generaci již dochází k segregaci alel a současně nacházíme různé fenotypy.